# Andriy Khlyvnyuk
Andriy Volodymyrovych Khlyvnyuk (ukrainien : Андрій Володимирович Хливнюк ; né le 31 décembre 1979) est un musicien ukrainien, chanteur et parolier du groupe BoomBox.

## Biographie
Andriy Khlyvnyuk est né le 31 décembre 1979 à Tcherkassy, en URSS. En 2001, le groupe a remporté le festival "Pearl of the Season". La même année, les musiciens du groupe ont déménagé à Kiev.
Dans la capitale, Andriy s'intéresse au jazz et au swing, chante avec l'Acoustic Swing Band. Plus tard, parmi les membres de trois groupes - Acoustic Swing Band, Dust Mix et "Tartak" - le groupe "Graphite" a été formé, dans lequel Andrey était un chanteur.
En 2004, Khlyvnyuk, avec le guitariste du groupe Tartak, Andrey "Mukha" Samoilo, a fondé le groupe de groove funky BoomBox. Depuis plusieurs années[Quand ?], le groupe est très populaire en Ukraine et en Russie.
En avril 2005, le premier album Melomania est enregistré.
En 2006, le deuxième disque Family Business est sorti, qui a reçu un disque d'or en Ukraine (pour le moment, plus de 100 000 exemplaires du disque ont été vendus)
Khlyvnyuk a été le producteur sonore de l'album de la chanteuse ukrainienne Nadine, avec qui il a interprété sa propre chanson "I Don't Know" en duo en 2007, puis a tourné un clip. Le duo a reçu le prix "Le projet le plus inattendu de l'année".

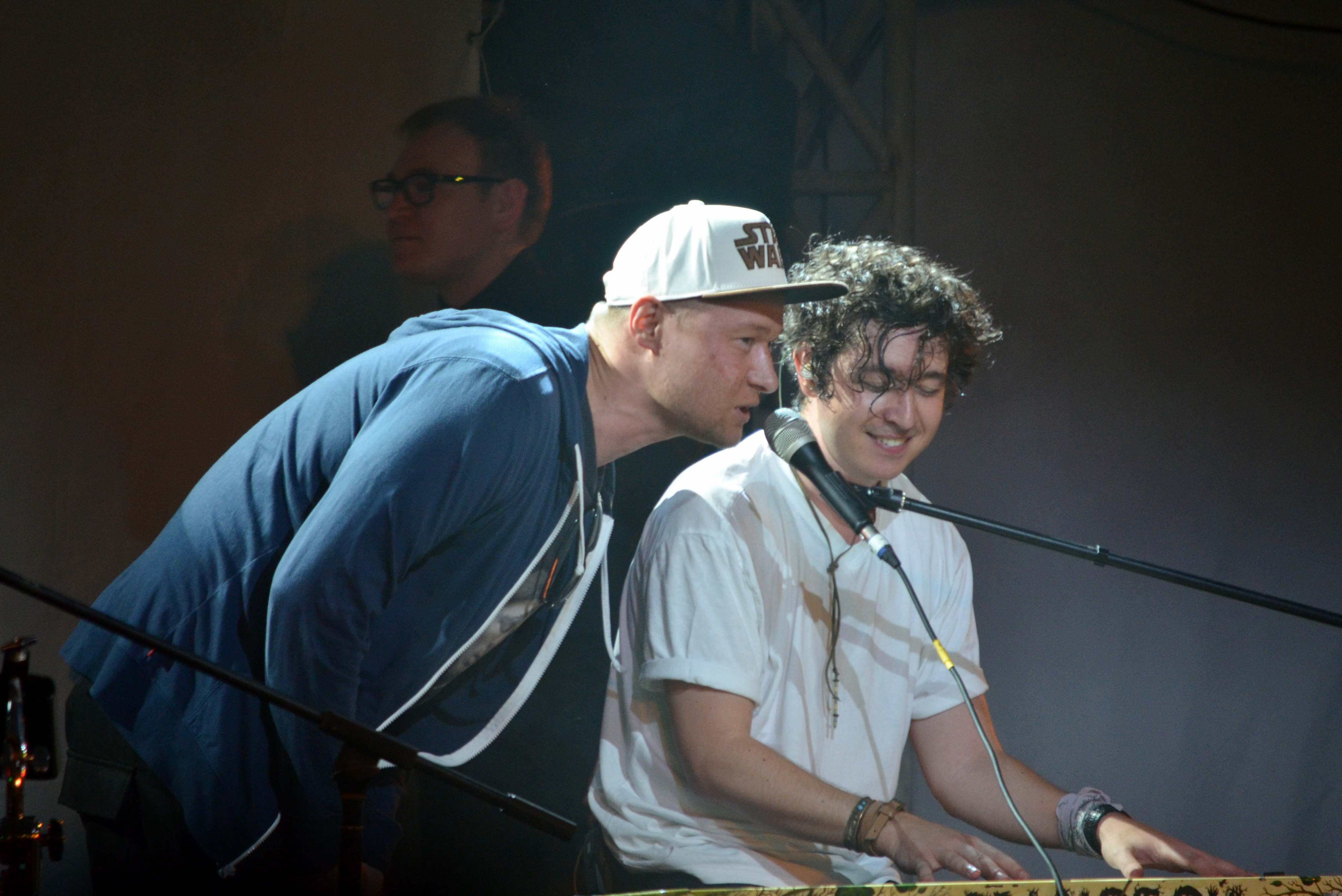
Andrey Khlyvnyuk avec Dmitry Shurov au concert Pianoboy au Green Theatre, Kiev, 2014

Au fil du temps[Quand ?], les maisons de disques russes se sont intéressées à BoomBox et un contrat a été signé avec Monolith pour publier les albums Melomania et Family Business in Russia, sortis le 10 juin 2008.
En décembre 2009, le groupe sort un album commun avec un DJ de Kiev, Tonique. Le 24 juin 2010, la présentation de l'album "All Inclusive" a eu lieu à Kiev. Fin 2011, l'album "Sredniy Vik" est publié.

### Invasion russe de l'Ukraine en 2022
En février 2022, après l' invasion russe de l'Ukraine, il rejoint les Forces de défense territoriale ukrainienne. Le 27 février, il a posté une vidéo sur Instagram dans laquelle il chante le premier couplet de la chanson « Oh, the Red Viburnum in the Meadow », devenue virale sur les réseaux sociaux. Par la suite, le musicien sud-africain The Kiffness a également soutenu le peuple ukrainien dans la guerre contre l'armée russe et a fait un remix de l'enregistrement.
Le 26 mars, l'unité de Khlyvnyuk a essuyé des tirs de mortier, perdant deux camionnettes. Le chanteur a reçu un éclat d'obus au visage.
Il a changé d'unité, passant  des Forces de défense territoriales à  la Police nationale d'Ukraine.

### Pink Floyd
David Gilmour a utilisé l'enregistrement a cappella de Khlyvnyuk de "Oh, the Red Viburnum in the Meadow" ( ukrainien : Ой у лузі червона калина) comme piste vocale sur le single " Hey, Hey, Rise Up! " de Pink Floyd en avril 2022 en soutien à l'Ukraine.

## Récompenses
Il a été lauréat du Yuna Music Award en 2012 et 2013 dans la catégorie du "meilleur chanteur".
Il a reçu deux prix YUNA en 2016 pour la catégorie de la meilleure chanson ("Злива") et dans la catégorie du meilleur duo (Jamala, Andriy Khlyvnyuk, Dmytro Shurov "Злива").

## Vie privée
En juillet 2010, Khlyvnyuk a épousé Anna Kopylova, diplômée de la Faculté de journalisme de l'Université de Kiev Shevchenko, la fille de Vadim Kopylov, qui était à l'époque vice-ministre des Finances de l'Ukraine. Andriy et Anna ont un fils Ivan (né en 2010) et une fille Alexandra (née en 2013). En 2020, ils ont divorcé.

## Apparitions télévisées
À l'été 2015, Khlyvnyuk est devenu l'un des membres du jury de la sixième saison du concours vocal X-factor sur la chaîne de télévision ukrainienne STB, en remplacement d' Ivan Dorn.